# Gefechte bei Aschaffenburg
Dermbach/Rossdorf/Zella/Wiesenthal – Kissingen/Hammelburg – Laufach/Frohnhofen – Aschaffenburg – Hundheim – Tauberbischofsheim – Werbach – Helmstadt/Uettingen – Gerchsheim – Uettingen/Roßbrunn/Hettstadt
Unter den Gefechten bei Aschaffenburg, teilweise auch Schlacht bei Aschaffenburg genannt, versteht man ein Gefecht des Deutschen Krieges am 14. Juli 1866 zwischen Preußen einerseits, sowie Teilen des VIII. Korps der deutschen Bundesarmee andererseits (hauptsächlich Österreicher, außerdem Hessen-Darmstädter und Kurhessen).

## Verlauf
Die Preußen unter General August Karl von Goeben (1816–1880) rückten am 14. Juli 1866 über den Spessart an, wo sie bei Laufach am Tag zuvor in ein Gefecht mit hessisch-darmstädtischen Truppen verwickelt worden waren. Zur Verteidigung Aschaffenburgs hatten die Bundestruppen entlang der Bahnlinie und in der Fasanerie östlich der Stadt Aufstellung genommen. Bei den Bundestruppen handelte es sich größtenteils um österreichische Truppen der Brigade Generalmajor von Hahn unter dem Befehl des Divisionskommandeurs Feldmarschallleutnant Erwin von Neipperg sowie einige verbliebene hessische Restkontingente. Nach heftigem gegenseitigem Artilleriefeuer griffen die Preußen über die Fasanerie an. Die österreichischen Truppen mussten sich schließlich über freies Feld in die Stadt zurückziehen, wobei sie durch preußisches Schnellfeuer große Verluste erlitten. Die Preußen erstürmten schließlich das Herstalltor und drangen in die Stadt ein, die sie in heftigen Straßenkämpfen eroberten. Die Bundestruppen mussten westwärts über den Main ausweichen. Dafür stand ihnen nur die einzige Brücke in der Stadt zur Verfügung, da die Eisenbahnbrücke bei Stockstadt bereits von den Preußen besetzt war. Eine preußische Abteilung unter General Kummer erreichte jedoch noch vor der völligen Eroberung der Stadt rasch die Brücke und schnitt den in der Stadt verbliebenen Bundestruppen den Rückzug ab. Eine große Zahl von Soldaten geriet daraufhin in Gefangenschaft.
Am übernächsten Tag bereits besetzten die Preußen am 16. Juli die Stadt Frankfurt am Main.
Auf dem Gelände östlich der Stadtgrenze, wo damals ein Großteil der Kämpfe stattfand, steht heute zum Gedenken an die damals Gefallenen das Österreicher Denkmal.

## Augenzeugenberichte

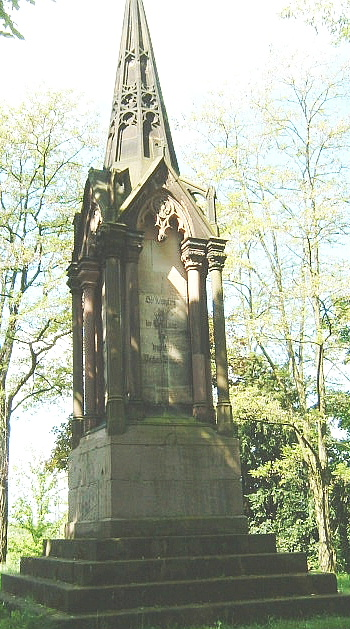
Das Österreicher Denkmal in der Österreicher Kolonie erinnert in Aschaffenburg an die hier gefallenen Österreicher

Nach einem Bericht der Allgemeinen Zeitung aus Würzburg haben die Preußen in Aschaffenburg, wo sie nach den Gefechten auch die Landwehr entwaffneten, „das bayerische Wappen abgerissen und namentlich am Post- und Bahnamt ihren Adler aufgepflanzt, mit der Inschrift: ‚Königlich preußisches Postamt‘.“
Ein Oberst Keller berichtet aus Babenhausen (15 km westlich von Aschaffenburg) in welchem Zustand die österreichischen Soldaten aus dem Gefecht bei Aschaffenburg gekommen sind: „Ohne Waffen und Ausrüstung. Ein österreichischer Offizier habe ihm mitgeteilt, dass Ihre Soldaten ‚die Italiener‘, sich sehr schlecht geschlagen hätten. Teilweise musste Waffengewalt eingesetzt werden, um sie überhaupt nach vorn an die Front zu bringen.“ Bei den Italienern handelt es sich um Angehörige des Regiments Wernhardt, die die Fasanerie verteidigten. Es waren unerfahrene Rekruten aus der Provinz Treviso im damals noch österreichischen Venetien. In der preußischen Darstellung heißt es dazu, dass sie „sich zu Anfang des Gefechts tapfer geschlagen hatten, bei der eingetretenen ungünstigen Wendung desselben keine besonderen Anstrengungen machten, um sich durchzuschlagen und der Gefangennahme vielfach nur geringen Widerstand entgegensetzten.“

### Regimentsgeschichte
In der Regimentsgeschichte des Husaren-Regiments „Landgraf Friedrich II. von Hessen-Homburg“ (2. Kurhessisches) Nr. 14 wird über die Gefechte bei Aschaffenburg berichtet, dass, nachdem die 4. Felddivision geschlagen worden war, und diese den Rückzug über den Main antreten mussten, die Husaren die Nachhut übernehmen sollten. Diese versuchten durch Attacken und Fußgefechte die nachdrängenden Preußen aufzuhalten. Nachdem nun der Rest der 4. Felddivision die Mainbrücke überquert hatte, begaben sich auch die Husaren auf den Rückzug. Doch die preußischen Infanterieregimenter Nr. 13 und 55 hatten bereits die Aschaffenburger Mainbrücke erreicht und kontrollierten diesen strategischen Punkt. Major Heusinger von Waldegg, der Befehlshaber des Husarenregiments nutzte in dieser Situation die Ähnlichkeit der Husarenuniformen mit denen der preußischen Husaren Nr. 8. Er führte die Kurhessen zur Brücke, salutierte vor dem preußischen General Kummer und ließ seine Husaren an sich und den Wachen vorbeimarschieren. Er ritt als letzter über die Brücke, und bis die Preußen das Husarenstück bemerkten und zu schießen begannen, war es bereits zu spät.
Gemäß der Regimentsgeschichte vom 2. Westfälisches Infanterie-Regiment Nr. 15 (Prinz Friedrich der Niederlande). beliefen sich die Verluste wie folgt:
- Division Goeben
  - 17 Offiziere 163 Mann an Toten und Verwundeten

standen gegenüber
- Österreich
  - 25 Offiziere 481 Mann an Toten und Verwundeten
  - 22 Offiziere 1964 Mann gefangen genommen
- Hessen
  - 4 Offiziere 14 Mann an Toten und Verwundeten
  - 4 Offiziere 52 Mann gefangen genommen
- Kurhessen
  - 3 Offiziere 12 Mann an Toten und Verwundeten
  - 5 Gefangene